# Nicole Schott
Nicole Schott (Essen, 12 september 1996) is een Duits kunstschaatsster. Schott nam in 2018 deel aan de Olympische Winterspelen in Pyeongchang. Ze is vijfvoudig Duits kampioen.

## Biografie
Schott kwam uit een sportieve familie: haar vader was ijshockeyer, haar zus eveneens kunstschaatsster. Zelf begon ze in 1999 met kunstschaatsen. Ze werd 22e op de WK junioren van 2011. Daarna werd Schott ook bij de senioren succesvol. Ze werd vijf keer Duits kampioen (2012, 2015, 2018-2020), nam vijf keer deel aan het EK en vier keer aan het WK. Haar beste resultaat was 9e bij het EK in 2015 en 13e bij het WK in 2018. Ze deed in 2018 mee aan de Olympische Winterspelen in Pyeongchang, waar ze 18e werd.

## Persoonlijke records
Behaald tijdens ISU wedstrijden. 
|                     | punten | datum      | toernooi              |
| ------------------- | ------ | ---------- | --------------------- |
| Hoogste totaalscore | 182.71 | 06-12-2019 | Golden Spin of Zagreb |
| Hoogste korte kür   | 064.09 | 26-09-2019 | Nebelhorn Trophy      |
| Hoogste lange kür   | 120.93 | 06-12-2019 | Golden Spin of Zagreb |

## Belangrijke resultaten
| Kampioenschap                                                                | 09/10 | 10/11 | 11/12         | 12/13         | 13/14         | 14/15         | 15/16         | 16/17         | 17/18         | 18/19         | 19/20         | 20/21         |
| ---------------------------------------------------------------------------- | ----- | ----- | ------------- | ------------- | ------------- | ------------- | ------------- | ------------- | ------------- | ------------- | ------------- | ------------- |
| Olympische Spelen                                                            |       |       |               |               |               |               |               |               | 18e           |               |               |               |
| Wereldkampioenschap                                                          |       |       |               |               |               | 23e           |               | 19e           | 13e           | 16e           | *             | 18e           |
| Europees kampioenschap                                                       |       |       |               |               |               | 9e            |               | 10e           | 10e           | 16e           | 13e           | *             |
| Nationaal kampioenschap                                                      |       | 6e    | Goud          | 8e            | Brons         | Goud          | Brons         | t.z.t.        | Goud          | Goud          | Goud          |               |
| WK junioren                                                                  |       | 22e   | geen deelname | geen deelname | geen deelname | geen deelname | geen deelname | geen deelname | geen deelname | geen deelname | geen deelname | geen deelname |
| NK junioren                                                                  | 8e    |       | geen deelname | geen deelname | geen deelname | geen deelname | geen deelname | geen deelname | geen deelname | geen deelname | geen deelname | geen deelname |
| t.z.t. = trok zich terug / * Afgelast naar aanleiding van de coronapandemie. |       |       |               |               |               |               |               |               |               |               |               |               |